# هکتور سوارز گومیس
هکتور سوارز گومیس (انگلیسی: Héctor Suárez Gomís؛ زادهٔ ۶ دسامبر ۱۹۶۸) بازیگر، خواننده، بازیگر تلویزیون و بازیگر سینما اهل مکزیک است.